# 小行星10424
小行星10424（10424 Gaillard）是一颗绕太阳运转的小行星，为主小行星带小行星。该小行星于1999年1月发现。

## 轨道参数
小行星10424的轨道半长轴为2.3483775 UA，离心率为0.116。